# 德州珊瑚蛇
德州珊瑚蛇（學名：Micrurus tener）是蛇亞目眼鏡蛇科珊瑚蛇屬下的一個有毒蛇種，主要分布於以德州為源頭的南美洲地帶，東北至路易斯安那州、阿肯色州，南至墨西哥塔毛利帕斯州、聖路易斯波托西州、瓜納華托州、克雷塔羅州與及莫雷洛斯州等。
在分類學上，德州珊瑚蛇原本只是東方珊瑚蛇下的一個亞種，但經過生物形態學的研究認為，德州珊瑚蛇的特色足以成為一個獨有的品種。

## 特徵
正如一般的珊瑚蛇一樣，德州珊瑚蛇的身體構色主要以黑色、黃色及紅色為主，外表鮮艷奪目。牠們體型最長能生長至約一米，但大部分的德州珊瑚蛇都只有60厘米左右的長度。雄性的德州珊瑚蛇比雌性的短小，蛇鱗平滑，頭部較圓，雙眼有著圓型的瞳孔。在野外曾經分別發現過缺乏黑色素（白化）與及缺乏紅色素的德州珊瑚蛇。

## 習性
所有珊瑚蛇都是較為神秘與及抗拒接觸外界的，是普遍的夜行性動物。牠們多數會躲藏在陰暗的地方，又或地洞之中。德州珊瑚蛇主要食用其它居於地下的小型蛇類，與及其它地底的小動物。另外，牠們也會進食小型的蜥蜴，但卻很少食用齧齒目動物。

## 毒性
德州珊瑚蛇擁有強烈的神經毒素，能破壞神經系統及肌肉系統之間的聯繫。不過在美國已有抗珊瑚蛇毒的血清，因此當地至今仍未有任何因被珊瑚蛇所咬致死的個案。珊瑚蛇毒要直至人類呼吸系統與及心臟血管功能受到破壞時，才會導致人類死亡，因此據估計，珊瑚蛇的致命率大概只有10%。
德州珊瑚蛇的牙齒相當具侵略性，能有效地傳輸蛇毒，但輸送量並不算多。牠們的前齒是空心的，當牠們咬著獵物時，只要輕輕用力咀嚼，就能把毒液從毒囊透過牙齒傳輸至獵物身體。雖然這種蛇毒具備攻擊性，但由於其牙齒構造令牠們必須要持續咬著獵物一段時間，才能把一定份量的毒素傳至對方身體中，這一點與蝰蛇相比，效率無疑是較低的。很多時候，珊瑚蛇的咬擊並未能向獵物傳輸毒素，但不管是被體型多小的珊瑚蛇所咬擊，處理時都應該認真謹慎，並迅速加以醫治。

## 亞種
在德州珊瑚蛇下，已有四個亞種被確認，分別是：
- Micrurus tener fitzingeri（Jan，1858）
- Micrurus tener maculatus（Roze，1967）
- Micrurus tener microgalbineus（Brown及Smith，1942）
- Micrurus tener tener（Baird及Girard，1853）

## 備註
1. ↑  Hammerson, G.A.; Lavin, P.; Mendoza Quijano, F. . The IUCN Red List of Threatened Species. 2007, 2007: e.T64033A12738512  [20 November 2021]. doi:10.2305/IUCN.UK.2007.RLTS.T64033A12738512.en .
2. ↑  McDiarmid RW、Campbell JA、Touré T：《Snake Species of the World: A Taxonomic and Geographic Reference, vol. 1》頁511，Herpetologists' League，1999年。ISBN 1-893777-00-6
3. ↑  〈非典型珊瑚蛇：體色並不是完美的辨識標誌〉 （页面存档备份，存于） - 講述失去體色素的珊瑚蛇

## 外部連結
- （英文）eMedicine:珊瑚蛇毒的中毒徵狀 （页面存档备份，存于）
- （英文）侯斯頓爬蟲學：德州珊瑚蛇
- （英文）TIGR爬蟲類資料庫：德州珊瑚蛇